# زوزد
زوزد (به صربی: Zvezd) یک منطقهٔ مسکونی در صربستان است که در ولادیمیرتسی واقع شده‌است. زوزد ۸۱۳ نفر جمعیت دارد.